# رابطة هوكي أونتاريو
رابطة هوكي أونتاريو (OHA) هي الهيئة الإدارية لغالبية فرق هوكي الجليد للناشئين والكبار في مقاطعة أونتاريو . تأسست الرابطة عام 1890، وهي معتمدة من اتحاد هوكي أونتاريو، إلى جانب رابطة هوكي شمال أونتاريو. وتشمل الهيئات الأخرى المعتمدة في أونتاريو، إلى جانب رابطة هوكي شرق أونتاريو، هوكي شمال غرب أونتاريو. تُشرف رابطة هوكي أونتاريو على ثلاثة مستويات من هوكي الناشئين: دوري الناشئين "أ" (المستوى الثاني)، ودوري الناشئين "ب"، ودوري الناشئين "ج"، ودوري هوكي واحد للكبار، وهو دوري كأس ألان للهوكي.
في عام 1980، ألغت رابطة هوكي الناشئين الكبرى في أونتاريو ما كان يُعرف بهوكي الناشئين من الفئة الأولى "أ". يُعرف الدوري الآن باسم رابطة هوكي أونتاريو. ورغم أنه ليس عضوًا مؤسسًا في رابطة هوكي أونتاريو، إلا أن رابطة هوكي أونتاريو تابعة لها واتحاد هوكي أونتاريو.

## تاريخ

### التأسيس
تأسست رابطة هوكي الجليد في أونتاريو عام 1890 لإدارة لعبة هوكي الجليد للهواة في أونتاريو. كانت هذه فكرة آرثر ستانلي، نجل اللورد ستانلي ، الحاكم العام لكندا آنذاك. لعب آرثر مع فريق "ريدو هول ريبلز" في أوتاوا، وخلال مباراة استعراضية ضد فرق أخرى في أونتاريو، أقنع مسؤولي الفريق بعقد اجتماع في نوفمبر 1890 لمناقشة الفكرة. في 27 نوفمبر 1890، في فندق كوينز في تورنتو، شكل مندوبون من أندية الهوكي في جميع أنحاء أونتاريو رابطة هوكي أونتاريو.
وكان المدير التنفيذي الأول هو:
- أ. مورغان كوزبي، رئيس نادي تورنتو فيكتوريا
- جون بارون، نائب الرئيس
- هنري وارد، نائب الرئيس
- سي كي تيمبل، نادي سانت جورج في تورنتو، أمين الصندوق
- سي آر هاميلتون، نادي تورنتو فيكتوريا، سكرتير